# Uganda en los Juegos Olímpicos de Los Ángeles 2028
Uganda participará en los Juegos Olímpicos de Los Ángeles 2028 por un total de  deportistas que competirán en  deportes. Responsable del equipo olímpico es el Comité Olímpico de Uganda, así como las federaciones deportivas nacionales de cada deporte con participación.